# UD España
Az UD España, teljes nevén Unión Deportiva España, más formában UD España de Tánger egy már megszűnt spanyol labdarúgócsapat.
A klub székhelye a marokkói spanyol protektorátus egyik városa, Tanger (spanyol helyesírással Tánger) volt. Az 1940-es években több szezont eltöltött a Segunda Divisiónban.
Marokkó függetlensége után a klub egyesült az Algeciras CF-fel.

## Fordítás
- Ez a szócikk részben vagy egészben  az   Unión Deportiva España című spanyol Wikipédia-szócikk fordításán alapul.  Az eredeti cikk szerkesztőit annak laptörténete sorolja fel. Ez a jelzés csupán a megfogalmazás eredetét és a szerzői jogokat jelzi, nem szolgál a cikkben szereplő információk forrásmegjelöléseként.